# Petalidium cymbiforme
Petalidium cymbiforme är en akantusväxtart som beskrevs av Schinz. Petalidium cymbiforme ingår i släktet Petalidium och familjen akantusväxter. Inga underarter finns listade i Catalogue of Life.